# Kościół św. Rocha w Parzęczewie
Kościół Świętego Rocha – rzymskokatolicki kościół cmentarny należący do parafii Wniebowzięcia Najświętszej Maryi Panny, św. Anny i św. Wojciecha w Parzęczewie, znajdujący się na terenie cmentarza pod tym samym wezwaniem.
Świątynia powstała w końcu XVI wieku we wsi Ignacew Parzęczewski. W XVII wieku została przeniesiona na obecne miejsce. W latach 2000–2001 świątynia była restaurowana. Założono wtedy nowe odeskowanie ścian i gont na dachu.
Jest to budowla drewniana, składająca się z jednej nawy, posiadająca konstrukcję zrębową. Kościół jest orientowany, do jego budowy użyto drewna modrzewiowego. Prezbiterium świątyni jest mniejsze od nawy i zamknięte jest trójbocznie, z boku znajduje się zakrystia. Budowlę nakrywa dach dwuspadowy, pokryty gontem, posiadający czworokątną wieżyczkę na sygnaturkę, w części frontowej, która jest zwieńczona dachem wieżowym pokrytym blachą. Do wyposażenia świątyni należą: ołtarz główny w stylu barokowym z około 1660 roku, dwa ołtarze boczne w stylu rokokowym z XVIII wieku, dwa konfesjonały i cztery ławki w stylu barokowym z XVIII wieku oraz liczne rzeźby od XVII wieku. Wnętrze nakryte jest płaskimi stropami. Świątynia posiada także chór muzyczny..